# CombiAlbum Top 100
De CombiAlbum Top 100 is een voormalige wekelijkse hitlijst met de 100 bestverkochte geluidsdragers in Nederland. Onder 'bestverkocht' moet ook worden verstaan meest gedownload en meest gestreamd. De lijst werd samengesteld door GfK Dutch Charts.
De eerste lijst was gedateerd 17 april 2010. Hij bestond naast de 'gewone' Album Top 100, maar dan inclusief verzamelalbums en 'backcatalogue'-albums (albums ouder dan twee jaar) die vanaf respectievelijk 1993 en 2003 niet meer in de Album Top 100 waren opgenomen. Beide soorten geluidsdragers hadden hun eigen hitlijst, de Compilation Top 30 en de Backcatalogue Top 50.
De combilijst bevatte bovendien midprice-albums die tot dan toe nergens waren opgenomen. Het ging hierbij om albums die onder de normale verkoopprijs werden verkocht. Voor deze midprice-albums verscheen in 2012 een eigen hitlijst, de Midprice Top 50.
De CombiAlbum Top 100 werd in april 2019 opgeheven.